# 1/6の夢旅人
1/6の夢旅人（ろくぶんのいちのゆめたびびと）は、樋口了一による楽曲。北海道テレビ放送（HTB）制作のバラエティ番組『水曜どうでしょう』のために制作された。略称は「1/6」など。
本項目では、樋口とHTBの関わりから、同楽曲にまつわる一連の事項、ならびに	2005年4月8日にリリースされたシングル『1/6の夢旅人/二度目のありがとう』について記す。

## 概要

### 樋口とHTBの関係
樋口了一と北海道テレビ放送（HTB）との関わりは1995年に遡る。HTBで放送されていた、『水曜どうでしょう』の前身番組『モザイクな夜V3』のディレクター・杉山順一に、エフエム北海道（Air-G'）のディレクターだった藤井要一が樋口を起用した番組企画を持ちかけたことが始まりである。藤井の「目利き」を信用しながらも、初めて樋口のライブを聴いた杉山の感想は「微妙」というものであったが、樋口から渡された3rdアルバム『GOGH』に聞き惚れた杉山が『モザイクな夜V3』において樋口了一特集を組み、『GOGH』収録の4曲を30分のプロモーションビデオに仕立てたもの（監督は後に『水曜どうでしょう』の海外企画「中米・コスタリカで幻の鳥を激写する!」で現地案内人を務めた清水浩）を放映。これを機にHTB及びAir-G'で樋口の企画を展開する機会が増え、三者は長きにわたって交流を持つこととなる。
1997年放送の『水曜どうでしょう』の企画「サイコロ3」で、樋口と『水曜どうでしょう』が初めて関わりを持つ。『水曜どうでしょう』の企画で、大泉洋を東京に連れて行くために、大泉の「鈴井への密着取材」という偽企画で、大泉と番組ディレクターである藤村忠寿と嬉野雅道の計3人が、『水曜どうでしょう』の企画・出演者でもある、鈴井貴之がパーソナリティーを担当していたAir-G'のラジオ番組『GO・I・S』の密着取材を行い、大泉が『GO・I・S』生放送中のスタジオを見学出演。見学時、『GO・I・S』には、樋口がゲスト出演しており、鈴井とゲストの樋口のトークで進行していたが、番組終盤に「樋口了一のお宅訪問」が鈴井より突如発表され、東京行きが大泉に明かされた。翌日、実際に樋口の東京の自宅と仕事場（東芝EMI）のスタジオでロケを行い、「サイコロ3」企画の初日となった。

### 楽曲の制作と『水曜どうでしょう』内での起用
1997年8月、『水曜どうでしょう』の企画「ヨーロッパ21ヵ国完全制覇」のロケにあたり、鈴井が1週間近く『GO・I・S』を離れる必要が生じ、鈴井の代役として樋口が担当することになった。この時にヨーロッパロケ中の鈴井が番組に電話出演をしたが、鈴井の声があまりにも疲れていたため「翌日の放送までに曲を作ってあげるよ」と樋口から提案し、どうでしょうの応援歌として提供されたのが「1/6の夢旅人」（以下「1/6」）である。
曲名は募集して応募のあった中から決めた。樋口自身は当初「1/6の夢旅人」は言いにくいと判断して他タイトルを検討したが、AIR-G'の担当ディレクターの反対もあり現在の曲名に決まった。ちなみに曲名の「1/6」は水曜どうでしょうの名物企画であったサイコロの旅シリーズに由来し、「どこに行くかはサイコロ次第」という意味が込められている（歌詞の中にも「ダイスのように転がっていたいから」という言葉が含まれている）。
その後、1999年から始まった『水曜どうでしょう』の再放送版である『どうでしょうリターンズ』のエンディングテーマ曲として採用。レギュラー版『水曜どうでしょう』では番組内の挿入歌として「サイコロ4」で初登場したのを皮切りに、番組内の山場で度々使用されている。また、原付東日本縦断ラリーなどの原付ラリー企画内では、大泉が構成上一番盛り上がると予想した場面で「1/6」を度々口ずさむシーンがあるが、トーク中のネタに使われてしまう事が多い。

### 権利問題の発生
しかし1998年、樋口が「1/6」のメロディをV6のシングル「Be Yourself!」のカップリング曲・20th Centuryの「always」に提供（歌詞は中村邦男による別のもの）。これにより、「1/6」のメロディに関して、樋口本人だけではなく、V6の所属事務所であるジャニーズ事務所とレコード会社であるエイベックスの音楽出版子会社が著作権（著作隣接権）を有することとなった。このため「1/6」を番組内で使用する場合においても樋口以外への新たな許可が必要となるなどの問題が生じたことで、『リターンズ』のエンディングテーマとしては引き続き採用されていたものの、『水曜どうでしょう』本編では使用されなくなってしまった。
この理由については、CD「1/6の夢旅人2002」特典映像の樋口や大泉らの発言から、樋口自身が楽曲制作当時、『GO・I・S』あるいは『水曜どうでしょう』企画内の簡単なネタ程度と思っており、提供した曲がその後もずっと『水曜どうでしょう』で使われていた事を知らなかったため、曲（メロディ）をそのまま提供してしまったためとされている。また、20th Centuryのメンバーは2008年9月13日・20日放送の『V6 Next Generation』（JFN系）でこの件について触れ、「1/6」の存在を知らなかったこと、事務所やレコード会社からこの権利問題について一切聞かされなかったこと等を明かしている。
結果的に、後述する権利問題解消まで、該当場面のカットや曲の差し替えなど、各種改変を強いられることとなった。

### 別楽曲の制作
権利問題の発生を受けて放送時には随時編集で乗り切っていたが、2002年に番組のDVD（いわゆる「どうでしょうDVD」）製作に着手することになり、『水曜どうでしょう』ディレクターの藤村忠寿は樋口に新たな楽曲作成を依頼（製作を始めた時点でレギュラー放送最終企画の「原付ベトナム縦断1800キロ」の放送が既に始まっていたという）。樋口は「1/6」の歌詞をほぼそのまま生かした上で、メロディーを全面的に差し替えた『1/6の夢旅人2002』を製作。2002年9月25日放送の「原付ベトナム縦断1800キロ」最終夜（すなわちレギュラー放送の最終回）で初めて放送された。
2003年3月にはCD化され、以後の『水曜どうでしょう』テーマソングとしてはこちらのバージョンが用いられている。

## 1/6の夢旅人/二度目のありがとう
最終的に、メロディ部分の著作権問題が解消され「always」のメロディを「1/6」として使用できるようになったことでようやくCD化できることになった。
マスターテープを持っていなかった樋口はこの機会に再アレンジの上、アコースティックギターをメインに据えて再レコーディングを行い、さらにHTBのライブラリにあったどうでしょうで使われたオリジナル・テレビバージョンも収録されたCD「1/6の夢旅人/二度目のありがとう」を2005年に発売した（樋口にとって10枚目のシングル）。またその直後の5月11日にHTBで放送された『水曜どうでしょうClassic』「サイコロ4 第3夜」の中でも挿入歌（DVD全集9巻以降はエンディング曲にも使用されるようになった）としてこの曲が久々に放送され、その後も番組内で使用され続けている。
また、2017年12月6日には「1/6の夢旅人2002」「1/6の夢旅人」両曲をリマスタリングし、ハイレゾ音源（24bit/96 kHz）としての配信をmoraで開始、併せて2018年にはアナログレコードとしても発売されることが発表された。

### 収録曲
全作詞・作曲：樋口了一
1. 1/6の夢旅人
編曲：本田優一郎
2. 二度目のありがとう
編曲：森俊之
3. 1/6の夢旅人 カラオケ
4. 二度目のありがとう カラオケ
5. 1/6の夢旅人 テレビバージョン

## カバー
- 秋月律子（cv:若林直美）『THE IDOLM@STER MASTER ARTIST 10』（2007年9月19日リリース、COCX-34396）収録（ゲーム『THE IDOLM@STER』の企画アルバムシリーズ） - タイトルは『1/6の夢旅人2002』であるが、実際の楽曲はオリジナルの『1/6の夢旅人』である。

### 注記
1. 1 2  Air-G'の藤井による樋口に対する第一印象も「なんてやる気のないアーティストなんだ」というものであったが、逆に藤井は「このやる気のないアーティストをやる気にさせてみたい」というモチベーションで樋口の売り込みを行っていたという[2]。樋口曰く、藤井が『GO・I・S』での鈴井の代役に樋口を指名したのもそういう考えによるものであるとのこと[2]。